# Eddie Rips Up the World Tour
Eddie Rips Up the World Tour – pierwsza retrospektywna trasa koncertowa grupy Iron Maiden przypadająca na rok 2005. Repertuar koncertów został oparty na programie pierwszych czterech albumów studyjnych (Iron Maiden, Killers, The Number of the Beast oraz Piece of Mind), w zamyśle tournee miało pomóc zaprezentować młodemu pokoleniu widzów, zawartość retrospektywnego zestawu DVD The Early Days wydanego w listopadzie 2004 roku.
Tournee było pierwszym koncertowym przedsięwzięciem zespołu o skali stadionowej, grupa wystąpiła jako gwiazda największych festiwali oraz dała indywidualne koncerty na stadionach. Do historii przeszedł (wyprzedany w ciągu 90 minut) koncert dla 60 tys. widzów na Ullevi Stadium w szwedzkim Göteborgu, 9 lipca 2005 roku. Show było w całości transmitowane na żywo przez szwedzkie radio i telewizję dla 60 mln słuchaczy. Zespół wraz z Black Sabbath był co-headlinerem największego amerykańskiego festiwalu muzycznego "Ozzfest".
Ostatni spektakl trasy amerykańskiej (20 sierpnia 2005, Hyundai Pavilion w San Bernardino) został zapamiętany jako jeden z największych skandali w karierze grupy. W trakcie tournee, wokalista grupy Bruce Dickinson nie szczędził cierpkich komentarzy odnośnie do programów w rodzaju Reality TV, dokładnie w stylu „Rodziny Osbourne’ów” – którego bohaterem był m.in. wokalista Black Sabbath, Ozzy Osbourne.
Znacznie lepsze przyjęcie koncertów Iron Maiden, oraz fakt, iż byli oni samodzielną gwiazdą kilku przystanków festiwalu trasy (ze względu na niedyspozycję Ozzy'go Osbourne'a) sprawiło, iż w koncertowym tłumie znalazły się wynajęte przez Sharon Osbourne osoby, których zadaniem było sabotowanie koncertów Iron Maiden, rzucając w ich kierunku jajka, butelki oraz monety – wprost z pierwszych rzędów widowni. Wielokrotnie wyłączano system PA, odcinano zasilanie mikrofonu Dickinsona oraz instrumentów całego zespołu. Członkowie innych formacji biorących udział w festiwalu, byli rekrutowani w celu wywoływania dalszych zakłóceń, m.in. wkroczenia na estradę z amerykańską flagę podczas „The Trooper”. Wysiłki organizatorów i managementu Ozzy Osbourne'a spełzły na niczym, co więcej niewzruszona postawa głównych bohaterów zjednała im sympatię wielotysięcznych rzesz widzów. Krótko po trasie z Iron Maiden, Sharon Osbourne jednoznacznie stwierdziła, iż kocha Iron Maiden, zaś wszystkiemu winny był Bruce Dickinson.
Menadżer Iron Maiden, Rod Smallwood wystosował specjalną notę dla mediów, w której rzeczowo omówił kulisy incydentu oraz motywów skandalicznego zachowania organizatorów festiwalu, stwierdzając jednoznacznie, iż „(...) było to najmniej profesjonalne, najbardziej podłe postępowanie organizatorów, z jakim spotkałem się w 30-letniej karierze muzycznego impresario”. 48 koncertów trasy w 20 krajach, przyciągnęło niemal 1,8 mln widzów w Europie i Ameryce Północnej.

## Supporty
- Mastodon - europejskie festiwale i stadiony[7].
- DragonForce - europejskie festiwale i stadiony[7].
- Dream Theater - Szwajcaria i inne stadiony[7].
- Marilyn Manson - europejskie festiwale i stadiony[7].
- Turbonegro - europejskie festiwale[7].
- In Flames - europejskie festiwale i stadiony[7].
- Nightwish - europejskie festiwale i stadiony[7].
- Within Temptation - Szwajcaria, europejskie festiwale i stadiony[7].
- Rob Zombie - Ozzfest[7].
- Turbonegro - europejskie festiwale[7].
- Kreator - Chorzów[7].
- Behemoth - Chorzów[7].
- Pig Iron - Londyn[7].
- Nevolution - europejskie festiwale i stadiony[7].
- Shakra - Szwajcaria[7].
- VooDoo Six - Londyn[7].

## Setlista
- Introdukcja: „The Ides of March” (z albumu Killers, 1981) na każdym koncercie trasy.

1. „Murders in the Rue Morgue” (z albumu Killers, 1981)
2. „Another Life” (z albumu Killers, 1981)
3. „Prowler” (z albumu Iron Maiden, 1980)
4. „The Trooper” (z albumu Piece of Mind, 1983)
5. „Remember Tomorrow” (z albumu Iron Maiden, 1980)
6. „Where Eagles Dare” (z albumu Piece of Mind, 1983)
7. „Run to the Hills” (z albumu The Number of the Beast, 1982)
8. „Revelations” (z albumu Piece of Mind, 1983)
9. „Wrathchild” (z albumu Killers, 1981)
10. „Die With Your Boots On" (z albumu Piece of Mind, 1983)
11. „Phantom of the Opera” (z albumu Iron Maiden, 1980)
12. „The Number of the Beast” (z albumu The Number of the Beast, 1982)
13. „Hallowed Be Thy Name” (z albumu The Number of the Beast, 1982)
14. „Iron Maiden” (z albumu Iron Maiden, 1980)

Bisy
1. „Running Free” (z albumu Iron Maiden, 1980)
2. „Drifter” (z albumu Killers, 1981)
3. „Sanctuary” (z albumu Iron Maiden, 1980)

Uwagi:
- W przeciwieństwie do wersji oryginalnej utwór „Murders in the Rue Morgue” (z albumu Killers, 1981) zagrano bez delikatnego wstępu, rozpoczynając całość od kanonady perkusyjnej[8].
- Utwór „Charlotte the Harlot” (z albumu Iron Maiden, 1980) został po pierwszych dwóch koncertach trasy (Praga i Chorzów) zastąpiony kompozycją „Wrathchild” (z albumu Killers, 1981)[8].
- Była to pierwsza od 1992 roku trasa, na której zrezygnowano z wykonania hymnicznego „Fear of the Dark” mimo usilnych próśb fanów (Chorzów)[8].
- Podczas festiwalowej trasy amerykańskiej, program koncertów obejmował zazwyczaj 11 kompozycji[9] jedynie w przypadku indywidualnych koncertów powrócono do pełnowymiarowej setlisty, złożonej z 17 kompozycji[8].

## Oprawa trasy
Scenografia wykorzystana na potrzeby tournee, nawiązywała do ilustracji okładkowej DVD The Early Days. Estradę otaczały wybiegi oparte na planie podkowy, udekorowane planszami z reprodukcją murów i ścian budynków, ozdobionych plakatami grupy z epoki Live at the Rainbow, oraz Iron Maiden i Killers. Na krańcach wybiegów znajdowały się latarnie znane z okładek obu płyt oraz tabliczka z napisem „Acacia Avenue”.

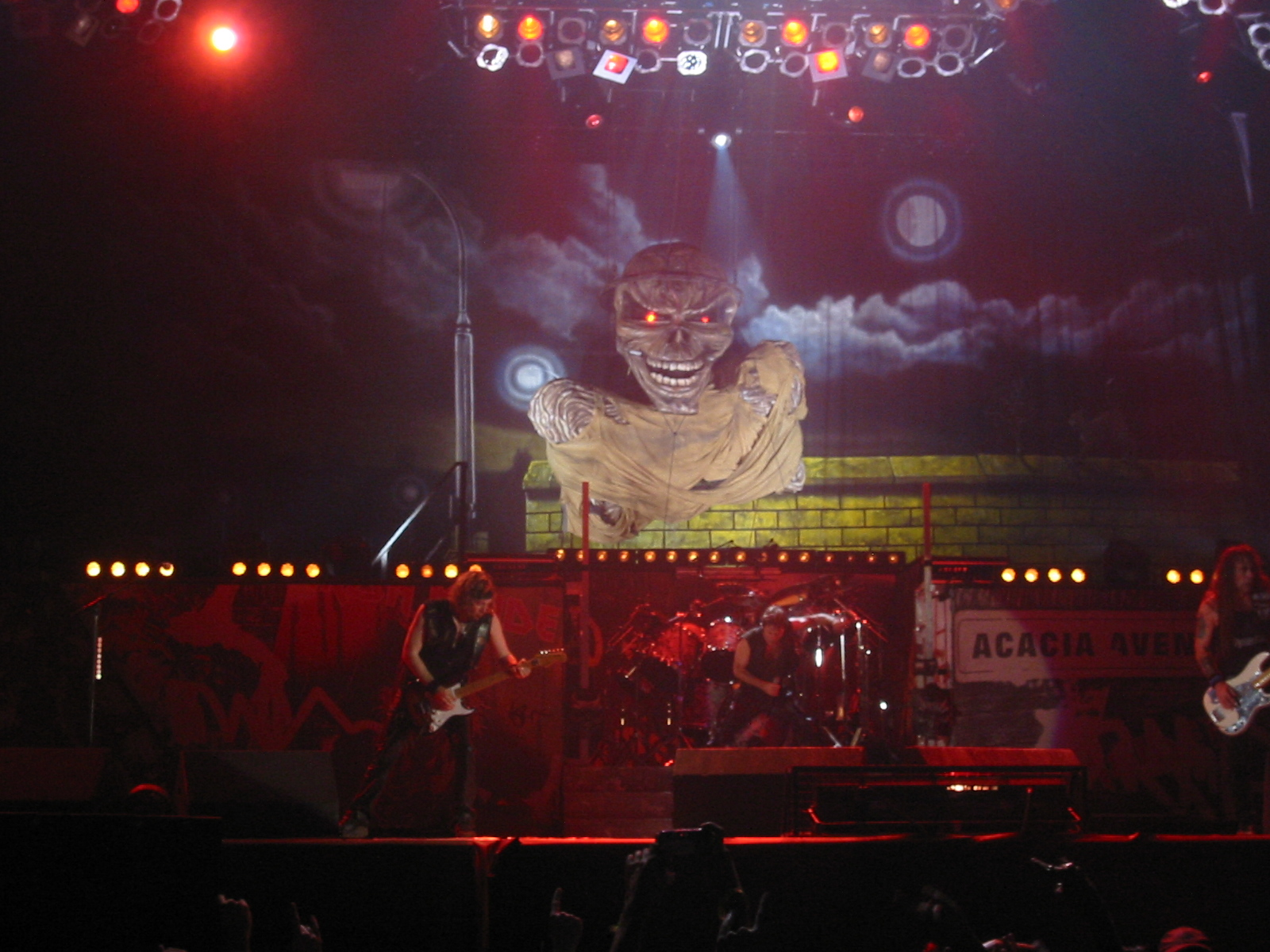
Eddie 2005

Rozbudowany system oświetleniowy składał się z siedmiu trójkątnych ramp z reflektorami i rzutnikami, opartych na projekcie znanym z 1983 roku. W głębi sceny pojawiała się ogromna kotara z neonem LED wyświetlającym liczbę 666, tradycyjnie już zaprezentowano ogromne backdropy z ilustracjami płyt i singli, nawiązujące do wykonywanej kompozycji oraz (na początku koncertów) otoczony halogenami kilkumetrowy trójkąt z wizerunkiem Eddiego znanego z albumu Killers. Nie zabrakło również pirotechniki oraz specjalnych układów choreograficznych. W trakcie prezentacji utworu „The Number of the Beast” na scenie pojawiały się modelki przebrane za diabelskie kapłanki, zaś na widzów spoglądała mechatroniczna lalka Bafometa. Po raz pierwszy na szerszą skalę wykorzystano telebimy stadionowe, emitujące obraz na znaczne odległości. W przypadku kolejnych tras obecność wideo - ekranów stała się standardem na niemal każdym show.
Zespół zabrał w trasę aż cztery różne wersje maskotek Eddiego. Podczas kilku koncertów w kulminacyjnym momencie prezentacji utworu „Iron Maiden”, oczom publiczności ukazywała się kilkumetrowa, nadmuchiwana głowa Eddiego, wyglądająca identycznie jak na okładce debiutanckiego albumu z 1980 roku. Aczkolwiek w przypadku większości koncertów zastąpiono ją popiersiem wielkiego Eddiego pamiętanym z „Give Me Ed... 'Til I'm Dead Tour”. Mobilny Eddie pojawiał się podczas prezentacji utworu „Drifter”, zarówno w wersji z okładki albumu Piece of Mind oraz jako replika kukły używanej podczas trasy „The Beast on the Road”.

## Daty trasy
UWAGA! w wyniku aktualizacji danych, nazwy obiektów nie muszą się pokrywać ze stanem pierwotnym, znanym z materiałów prasowych grupy.
| Data                          | Miasto                      | Kraj              | Obiekt                         |
| Europa                        | Europa                      | Europa            | Europa                         |
| ----------------------------- | --------------------------- | ----------------- | ------------------------------ |
| 28 maja 2005                  | Praga                       | Czechy            | T-Mobile Arena                 |
| 29 maja 2005                  | Chorzów                     | Polska            | Stadion Śląski                 |
| 31 maja 2005                  | Graz                        | Austria           | Stadthalle                     |
| 4 czerwca 2005                | Nürburgring                 | Niemcy            | Rock am Ring                   |
| 5 czerwca 2005                | Norymberga                  | Niemcy            | Rock im Park                   |
| 7 czerwca 2005                | Reykjavík                   | Islandia          | Egilshöll                      |
| 11 czerwca 2005               | Bolonia                     | Włochy            | Arena Parc Nord                |
| 12 czerwca 2005               | Zurych                      | Szwajcaria        | Bucholtz Stadion               |
| 16 czerwca 2005               | Lizbona                     | Portugalia        | Pavilhão Atlântico             |
| 18 czerwca 2005               | Murcja                      | Hiszpania         | Lorca Parc                     |
| 21 czerwca 2005               | Ateny                       | Grecja            | Terra Vibe Park                |
| 25 czerwca 2005               | Paryż                       | Francja           | Parc des Princes               |
| 26 czerwca 2005               | Dessel                      | Belgia            | Kastelsedijk                   |
| 28 czerwca 2005               | Oslo                        | Norwegia          | Oslo Spektrum                  |
| 29 czerwca 2005               | Oslo                        | Norwegia          | Oslo Spektrum                  |
| 2 lipca 2005                  | Lipsk                       | Niemcy            | Flugplatz Löbnitz-Roitzschjora |
| 3 lipca 2005                  | Weert                       | Holandia          | Evenemententerrein             |
| 6 lipca 2005                  | Helsinki                    | Finlandia         | Hartwall Arena                 |
| 7 lipca 2005                  | Helsinki                    | Finlandia         | Hartwall Arena                 |
| 9 lipca 2005                  | Göteborg                    | Szwecja           | Ullevi Stadium                 |
| Ameryka Północna Ozzfest 2005 |                             |                   |                                |
| 15 lipca 2005                 | Mansfield, Massachusetts    | Stany Zjednoczone | Tweeter Center                 |
| 16 lipca 2005                 | Québec, Québec              | Kanada            | Colisée Pepsi                  |
| 17 lipca 2005                 | Hartford, Connecticut       | Stany Zjednoczone | Dodge Music Center             |
| 19 lipca 2005                 | Camden, New Jersey          | Stany Zjednoczone | Tweeter Center                 |
| 21 lipca 2005                 | Corfu, Nowy Jork            | Stany Zjednoczone | Darien Lake Center             |
| 23 lipca 2005                 | Burgettstown, Pensylwania   | Stany Zjednoczone | Post-Gazette Pavilion          |
| 24 lipca 2005                 | Bristow, Wirginia           | Stany Zjednoczone | Nissan Pavilion                |
| 26 lipca 2005                 | Holmdel, New Jersey         | Stany Zjednoczone | PNC Bank Arts Center           |
| 27 lipca 2005                 | Holmdel, New Jersey         | Stany Zjednoczone | PNC Bank Arts Center           |
| 30 lipca 2005                 | Tinley Park, Illinois       | Stany Zjednoczone | Tweeter Center Chicago         |
| 31 lipca 2005                 | Noblesville, Indiana        | Stany Zjednoczone | Verizon Wireless Music Center  |
| 2 sierpnia 2005               | Columbus, Ohio              | Stany Zjednoczone | Germain Amphitheatre           |
| 3 sierpnia 2005               | Toronto, Ontario            | Kanada            | Molson Amphitheatre            |
| 4 sierpnia 2005               | Clarkston, Michigan         | Stany Zjednoczone | DTE Energy Music Theatre       |
| 6 sierpnia 2005               | East Troy, Wisconsin        | Stany Zjednoczone | Alpine Valley Music Theatre    |
| 7 sierpnia 2005               | Somerset, Wisconsin         | Stany Zjednoczone | Float-Rite Amphitheater        |
| 9 sierpnia 2005               | Greenwood Village, Colorado | Stany Zjednoczone | Coors Amphitheater             |
| 11 sierpnia 2005              | Auburn, Waszyngton          | Stany Zjednoczone | White River Amphitheatre       |
| 13 sierpnia 2005              | Mountain View, Kalifornia   | Stany Zjednoczone | Shoreline Amphitheatre         |
| 14 sierpnia 2005              | Marysville, Kalifornia      | Stany Zjednoczone | Sleep Train Amphitheater       |
| 15 sierpnia 2005              | Marysville, Kalifornia      | Stany Zjednoczone | Sleep Train Amphitheater       |
| 16 sierpnia 2005              | West Valley City, Utah      | Stany Zjednoczone | USANA Amphitheatre             |
| 18 sierpnia 2005              | Phoenix, Arizona            | Stany Zjednoczone | Cricket Wireless Pavilion      |
| 20 sierpnia 2005              | San Bernardino, Kalifornia  | Stany Zjednoczone | Hyundai Pavilion               |
| Wielka Brytania oraz Irlandia |                             |                   |                                |
| 26 sierpnia 2005              | Leeds                       | Anglia            | Leeds Festival                 |
| 28 sierpnia 2005              | Reading                     | Anglia            | Reading Festival               |
| 30 sierpnia 2005              | Dublin                      | Irlandia          | RDS                            |
| 2 września 2005               | Londyn                      | Anglia            | Hammersmith Apollo             |